# 李孚青
李孚青（1664年—1715年），字丹壑，河南歸德府永城縣籍，江南廬州府合肥縣人，清朝詩人。

## 生平
康熙十八年（1679年）己未科二甲第三十一名進士。選翰林院庶吉士，散館授編修，丁父憂歸里，不再出仕。

## 家族
父李天馥，吏部尚書、武英殿大學士。

## 著作
工詩，著有《野香亭集》。《晚晴簃詩匯》錄其詩一首。
- 《豫让桥》

女为悦己容，士为知己死。
壮哉一豫让，乃能达斯旨。
吞炭复漆身，忠烈忘妻子。
国士与众人，岂曰可方比。
斩衣志未成，报智亦足矣。
荒桥旧址空，流水只如此。
至今太行云，犹作剑锋气。